# Герман (маркграф Бранденбургу)
Герман I Високий (*Hermann der Lange, бл. 1275 — 1 лютого 1308) — маркграф Бранденбург-Зальцведеля у 1298—1308 роках.

## Життєпис
Походив з роду Асканіїв. Старший син Отто V, маркграфа Бранденбург-Зальцведеля, та Юдіти Геннеберг-Кобург з Франконії. Народився у 1275 році. Замолоду долучався батьком до державних справ. Перша згадка відноситься до 1290 року.
У 1291 році став співвласником володінь свого діда за материнською лінією Германа I фон Геннеберга — у володіннях навколо міст Гільдбурггаузен, Кобург, Родах, Шмалькальден. 1295 року оженився на представниці династії Габсбург. 1297 року остаточно отримав округ Кобург та частину графства Геннеберг.
У 1298 році після смерті Отто V стає співправителем Бранденбург-Зальцведеля разом зі своїм стрийком Альбрехтом III. 1300 року після смерті Альбрехта III за тривалий час Герман перетворюється на одноосібного маркграфа Бранденбург-Зальцведеля. У 1301 році після смерті свого родича Болеслава I П'яста стає регентом Яворського князівства (в Сілезії),. Його регентство тривало до 1305 року.
У 1302—1304 роках спільно зі своїм родичем Отто IV, маркграфом Бранденбург-Штендаля, викупив у Дітриха IV, маркграфство Лужицьке. Втім лише 1307 року отримав імператорську інвеституру на це володіння. 1304 році підписав Вітмасдорфську угоду зі своїм шварґом Генріхом II, герцогом Мекленбурга, щодо в передачу в його володіння бранденбурзького міста Старгард. Того ж року очолив частину чеського війська Венцеслава II. Під час цієї військової кампанії маркграф Герман звитяжив у битві при Куттенберзі, де війська Альбрехта I, короля Німеччини, зазнали поразки.
У 1306 році підготував проект угоди з Вацлавом III, королем Угорщини, щодо обміну володінь (у Померанії до Бранденбург-Зальцведеля, а в Богемії — Вацлаву III), втім раптова смерть угорського короля завадила цим планам. Наступники останнього відмовилися від укладання подібного договору.
У 1308 році разом з Отто IV виступив з територіальними претензіями до Померанії. Втім, стикнушись з протистоянням Мекленбургу Данії, розпочали так звану Північнонімецьку маркграфську війну за панство Старгард. На боці Бранденбургу виступила Ганза. Того ж року під час облоги фортеці Любц Герман I загинув. Його поховано в абатстві Ленін. Володіння успадкував син Йоган.

## Родина
Дружина — Анна, донька Альбрехта I Габсбурга, короля Німеччини.
Діти:
- Ютта (1301—1353) — дружина Генріха VIII, графа Геннеберга
- Йоган V (1302—1317)
- Матильда (д/н—1323) — дружина Генріха IV, князя Жаганського
- Агнес (1297—1334) — дружина: 1) Вальдемара, маркграфа Бранденбургу; 2) Оттона, герцога Брауншвейг-Геттінген